# Kevin Mawae
Pro Football Hall of Fame 2019
(en) Statistiques sur pro-football-reference
Kevin James Mawae, né le 23 janvier 1971 à Savannah (Géorgie), est un joueur américain de football américain évoluant comme centre.
Il étudia à l'université d'État de Louisiane.
Il est intronisé au Pro Football Hall of Fame en 2019.